# Serguéi Gurenko
Siarhiej Vitalievič Hurenka (en bielorruso: Сяргей Віталевіч Гурэнка pronunciación: /sʲarˈɣʲɛj vʲiˈtalʲɛvʲid͡ʐ ɣuˈrɛnka/; transliterado como Serguéi Gurenko; Hrodna, 30 de septiembre de 1972) es un exfutbolista bielorruso. Jugó de defensa y su último equipo fue el FC Partizan Minsk de la Segunda Liga de Bielorrusia. Actualmente ejerce el cargo de segundo entrenador en el FC Amkar Perm.

## Selección nacional
Fue internacional con la Selección de fútbol de Bielorrusia, jugó 80 partidos internacionales y anotó 3 goles.

## Clubes

### Como futbolista
| Club               | País        | Año       |
| ------------------ | ----------- | --------- |
| FC Neman Grodno    | Bielorrusia | 1989-1995 |
| Lokomotiv de Moscú | Rusia       | 1995-1999 |
| AS Roma            | Italia      | 1999-2000 |
| Real Zaragoza      | España      | 2000-2001 |
| Parma AC           | Italia      | 2001-2002 |
| Piacenza Calcio    | Italia      | 2002-2003 |
| Lokomotiv de Moscú | Rusia       | 2003-2008 |
| Dínamo de Minsk    | Bielorrusia | 2008-2009 |
| FC Partizan Minsk  | Bielorrusia | 2014      |

### Como entrenador
| Club                      | País        | Año       |
| ------------------------- | ----------- | --------- |
| Dinamo Minsk (adjunto)    | Bielorrusia | 2009      |
| Dinamo Minsk              | Bielorrusia | 2009-2010 |
| Torpedo-BelAZ Zhodino     | Bielorrusia | 2010-2012 |
| FC Krasnodar (adjunto)    | Rusia       | 2013      |
| Spartak Nalchik (adjunto) | Rusia       | 2014      |
| FC Amkar Perm (adjunto)   | Rusia       | 2014-2015 |
| Standard Lieja (adjunto)  | Bélgica     | 2015      |
| Serbia (adjunto)          | Serbia      | 2016-2017 |
| Dinamo Minsk              | Bielorrusia | 2017-     |